# جمعية ناندا
جمعية ناندا هي المنظمة الرئيسية لتعريف التشخيص التمريضي الموحد ونشره والعمل على تكامله دوليًا، وكانت تُعرف فيما سبق بجمعية التشخيص التمريضي في شمال أمريكا. وقد عملت جمعية ناندا (NANDA-I) في هذا المجال لما يقرُب من أربعين عامًا، لضمان تطور التشخيص من خلال عملية تفتيش مهني.

## التشخيص الموحد
وتتطلب تلك العملية مستويات موحدة من الأدلة، وتعريفات موحدة، إلى جانب خواص مُحددة، وعوامل ذات صلة أو عوامل تحديد المخاطر، والتي تُمكن الممرض من تحديد التشخيص المحتمل خلال عملية التقييم التمريضي. وتؤمن هذه الجمعية بالأهمية البالغة لاستخدام الممرضات اللغات القياسية التي لا تزود بالمصطلحات (في مجال التشخيص) ، يالاضافة إلى المعرفة الضمنية التي يتم اكتسابها من الممارسة العلاجية والبحث الذي يقدم المعايير التشخيصية (التعريفات والخواص المحددة) والعوامل المتعلقة بعلم أسباب الأمراض أو ذات الصلة التي تتدخل فيها الممرضات. وتتطور مصطلحات هذه الجمعية وتخضع للتنقيح، وذلك لمواكبة الاستجابات الصحية الفعلية (الحالية) وحالات الخطورة، كما أنها تزود بالتشخيصات اللازمة لتعزيز الصحة ودعمها. وهذه التشخيصات قابلة للتطبيق على الأفراد والعائلات والمجموعات والمجتمعات. وتشمل الجمعيات التشخيصية المساهمة AENTDE (إسبانيا) وAFEDI (اللغة الفرنسية) وJSND (اليابان).
كما أن جمعية ناندا لها عِدة شبكات إقليمية في كل من البرازيل وبيرو وهندوراس ونيجيريا وغانا والمجموعة التي تتحدث اللغة الألمانية. ويتم نشر هذا التصنيف في العديد من البلدان، كما تمت ترجمته إلى 18 لغة؛ لذا فهو مستخدم في جميع أنحاء العالم. وقد أقرت جمعية الممرضين الأمريكية هذه المصطلحات، كما تم تضمينها في نظام اللغة الطبية الموحدة، فضلاً عن أنها مسجلة في المستوى السابع الصحي، وحائزة على موافقة الأيزو (منظمة المعايير الدولية)، ومتاحة في التسمية المصنفة للمصطلحات الطبية السريرية (SNOMED CT) بتراخيص ملائمة.

## رؤساء المنظمة
- 1982-1988 Dr. Marjory Gordon
- 1988-1993 Jane Lancour
- 1993-1997 Dr. Lois Hoskins
- 1997-2001 Dr. Judith Warren
- 2001-2005 Dr. Dorothy A. Jones
- 2005-2006 Kay Avant
- 2006-2007 Mary Ann Lavin
- 2007-2008 Martha Craft-Rosenberg
- 2008-2009 Dr. Heather Herdman
- 2009-2012 Prof. Dickon Weir-Hughes
- 2012-2016 Dr. Jane Brokel

## تصنفيات الجمعية للأمراض
يتكون تصنيف ناندا للأمراض من 13 صنف تضم 47 قسماً تمثل بمجموعها 216 تشخيصاً:
| Domain  | Domain  | Domain  | Health Promotion  | Nutrition  | Elimination/ Exchange   | Activity/ Rest             | Perception/ Cognition | Self- Perception | Role Relationship    | Sexuality       | Coping/Stress Tolerance | Life Principles                 | Safety/ Protection    | Comfort               | Growth/ Development |
| Class 1 | Class 1 | Class 1 | Health awareness  | Ingestion  | Urinary system          | Sleep/Rest                 | Attention             | Self-Concept     | Caregiving Roles     | Sexual Identity | Post-Trauma Responses   | Values                          | Infection             | Physical Comfort      | Growth              |
| Class 2 | Class 2 | Class 2 | Health Management | Digestion  | Gastrointestinal System | Activity/ Exercise         | Orientation           | Self-Esteem      | Family Relationships | Sexual Function | Coping Responses        | Beliefs                         | Physical Injury       | Environmental Comfort | Development         |
| Class 3 | Class 3 | Class 3 |                   | Absorption | Integumentary System    | Energy Balance             | Sensation/ Perception | Body Image       | Role Performance     | Reproduction    | Neuro-behavioral Stress | Value/Belief/ Action Congruence | Violence              | Social Comfort        |                     |
| Class 4 | Class 4 | Class 4 |                   | Metabolism | Pulmonary System        | Cardio-Pulmonary Responses | Cognition             |                  |                      |                 |                         |                                 | Environmental Hazards |                       |                     |
| Class 5 | Class 5 | Class 5 |                   | Hydration  |                         | Self-Care                  | Communication         |                  |                      |                 |                         |                                 | Defensive Processes   |                       |                     |
| Class 6 | Class 6 | Class 6 |                   |            |                         |                            |                       |                  |                      |                 |                         |                                 | Thermo Regulation     |                       |                     |